# Viviparidae
Famille
Les Viviparidae sont une famille de mollusques gastéropodes d'eau douce dont on connaît des coquilles fossiles, au moins jusqu'à la fin du Crétacé. Elle appartient à la sous-classe des Prosobranchia et à l'ordre des Architaenioglossa.

## Reproduction
Les escargots d'eau douce du groupe Caenogastropoda sont principalement ovipares mais il existe trois exceptions ovovivipares : Viviparus viviparus, Viviparus contectus et Valvata naticina ; on connaît hors des espèces indigènes européennes d'autres espèces d'escargots d'eau douce ovovivipares, dont Potamopyrgus antipodarum (Gray, 1843) introduit en Europe à partir de la Nouvelle-Zélande et devenu invasif ou envahissant (en Pologne par exemple) ; leurs embryons se développent dans des capsules à l'intérieur de l'utérus de la mère. Celle-ci produit moins d'embryons, mais son ovoviviparité assure une meilleure chance de survie à chacun d'eux.
Remarque : de rares cas de véritable viviparité, c'est-à-dire de développement complet de l'embryon à l'intérieur de l'organisme du parent dont ils acquièrent des substances nutritives, ont été découverts chez certains Stylommatophora terrestres. 
Les escargots dulçaquicoles de la famille des Viviparidae forment une famille itéropare et ovovivipare typique. Les chercheurs ont identifié au sein de cette famille des cas de parthénogenèse spontanée et des hybrides.

## État des populations, dangers ou menaces
Au moins une espèce de cette famille est classée en danger de disparition (2006) : c'est Notopala sublineata dans l'est du Queensland en Australie.
La coquille de ces escargots peut être colonisée par une espèce qui se montre souvent invasive là où elle a été introduite : la moule zébrée, par exemple dans le fleuve Mississippi et la rivière Illinois

## Éco-épidémiologie
Certains de ces escargots peuvent être vecteurs ou hôtes intermédiaires de parasites dont certains pouvant parasiter l'Homme (ex : le trématode Echinostoma cinetorchis de la famille des Echinostomatidae).

## Habitat et répartition
Ces escargots vivent dans les régions tropicales et tempérées, dans des eaux douces plutôt lentes. Leur substrat préféré varie selon l'espèce considérée. 
Ils forment parfois d'importants rassemblements.
Leur aire de répartition couvre actuellement tous les continents, sauf l'Amérique du Sud, où l'on en a cependant trouvé des formes fossiles,. Certaines espèces introduites hors de leur aire de répartition peuvent devenir invasives (à Hawaï par exemple).
En Europe les Viviparidae sont représentés par 4 espèces (selon Falkner et al. 2001) :
1. Viviparus acerosus (Bourguignat, 1862)
2. Viviparus ater (De Cristofori et Jan, 1832)
3. Viviparus contectus (Millet, 1813) - Paludine commune
4. Viviparus viviparus (Linnaeus, 1758) - Paludine d'Europe ou paludine vivipare

## Liste des taxons subordonnés
- Sous-famille Bellamyinae
  - Genre Boganmargarya[11]
  - Genre Campeloma
  - Genre Neothauma
- Sous-famille Campelominae
  - Genre Cipangopaludina
  - Genre Lioplax
  - Genre Tulotoma
- Sous-famille Viviparinae
  - Genre Viviparus
    - Viviparus acerosus (Bourguignat, 1862)
    - Viviparus ater (De Cristofori et Jan, 1832)
    - Viviparus contectus  (Millet, 1813) - Paludine commune
    - Viviparus dactonensis
    - Viviparus diluvianus
    - Viviparus georgianus
    - Viviparus glacialis
    - Viviparus suevicus
    - Viviparus teschi
    - Viviparus viviparus (Linnaeus, 1758) - Paludine d'Europe ou paludine vivipare